# Sans logique
Sans logique è il quarto singolo dell'album Ainsi soit je... della cantautrice francese Mylène Farmer, pubblicato il 20 febbraio 1989.
Il singolo viene pubblicato qualche mese prima dell'inizio della tournée 1989. Ha venduto 250 000 copie, raggiunto la #10 posizione della classifica francese ed è stato certificato disco d'argento.
Il singolo presenta una traccia inedita, Dernier sourire dedicata al padre deceduto.

## Video musicale
Il videoclip è la rappresentazione di un quadro di Francisco Goya (Il grande caprone) in cui si illustra una corrida umana.

## Versioni ufficiali
1. Sans logique (Logical Single Mix) (4:00)
2. Sans logique (Album Version) (4:30)
3. Sans logique (Classical Version) (4:04)
4. Sans logique (Illogical Club remix) (7:11)
5. Sans logique (Live Version 89) (5:06)